# Battersea

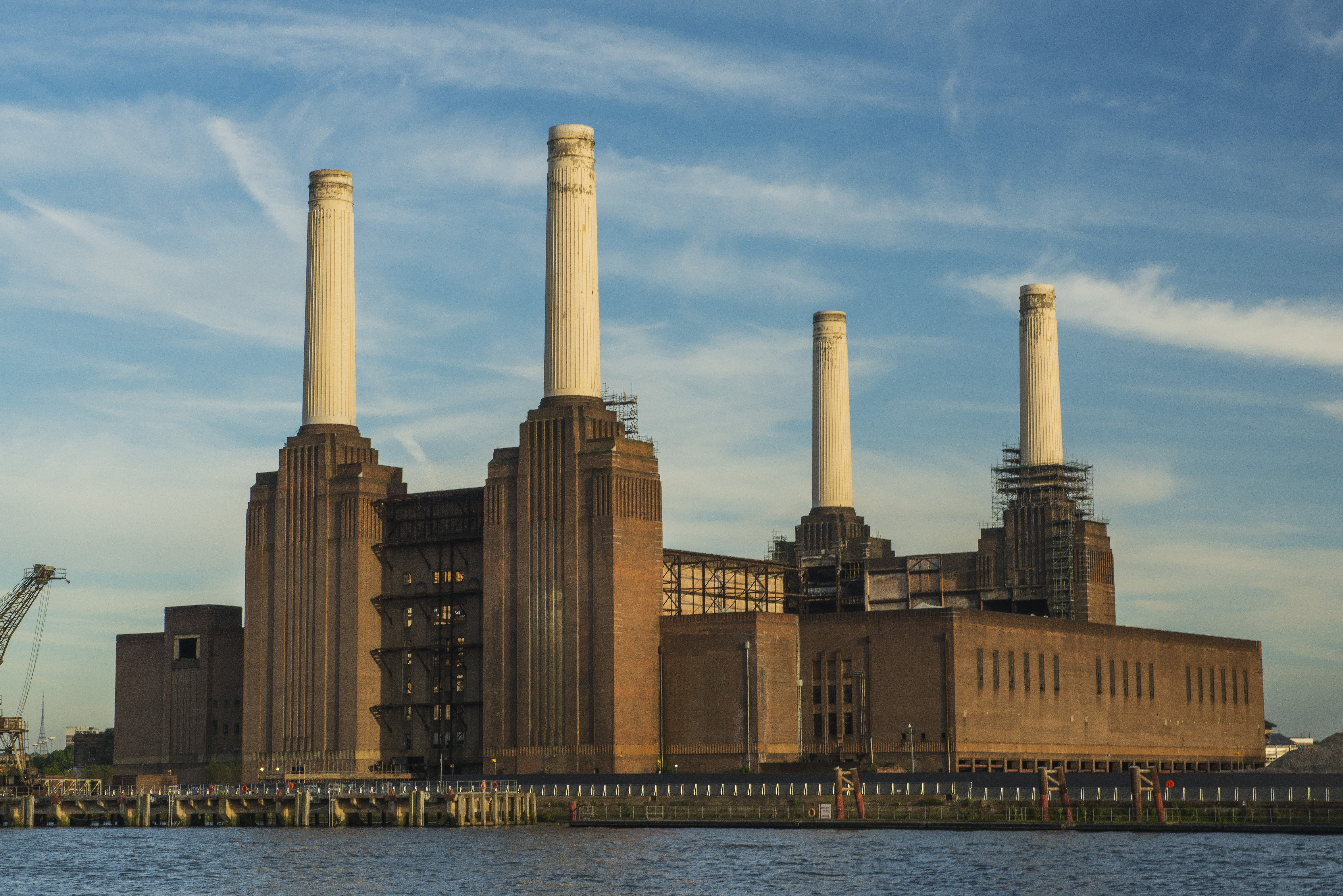
Battersea Power Station

Battersea is een Londense stadswijk in het bestuurlijke gebied Wandsworth, in de regio Groot-Londen.
Battersea is gelegen in het zuidelijk deel van het graafschap Groot-Londen. De wijk telt ongeveer 76.000 inwoners (telling april 2001).
Battersea ligt zuidwestelijk van het Londense stadscentrum Charing Cross, op een afstand van ongeveer vijf kilometer en is verder gesitueerd aan de zuidelijke oever van de Theems. Het beschikt onder meer over het grootste helikoptervliegveld van Londen, het London Heliport.
Een van de bekendste gebouwen in Battersea is Battersea Power Station, een grote voormalige energiecentrale, dat verscheen op de albumhoes van Animals van Pink Floyd

## Sport
In 1864 verhuisde de club Forest FC vanuit de wijk Leytonstone naar Battersea, waarop tegelijkertijd de naamswijziging naar Wanderers FC werd doorgevoerd. De club won in de jaren 70 van die eeuw vijfmaal de FA Cup. In het daaropvolgende decennium werd de club opgeheven.

## Geboren
- Henry St. John (1678-1751), minister
- Gareth Hunt (1942-2007), acteur
- Timothy Spall (1957), acteur